# 눈 (해부학)

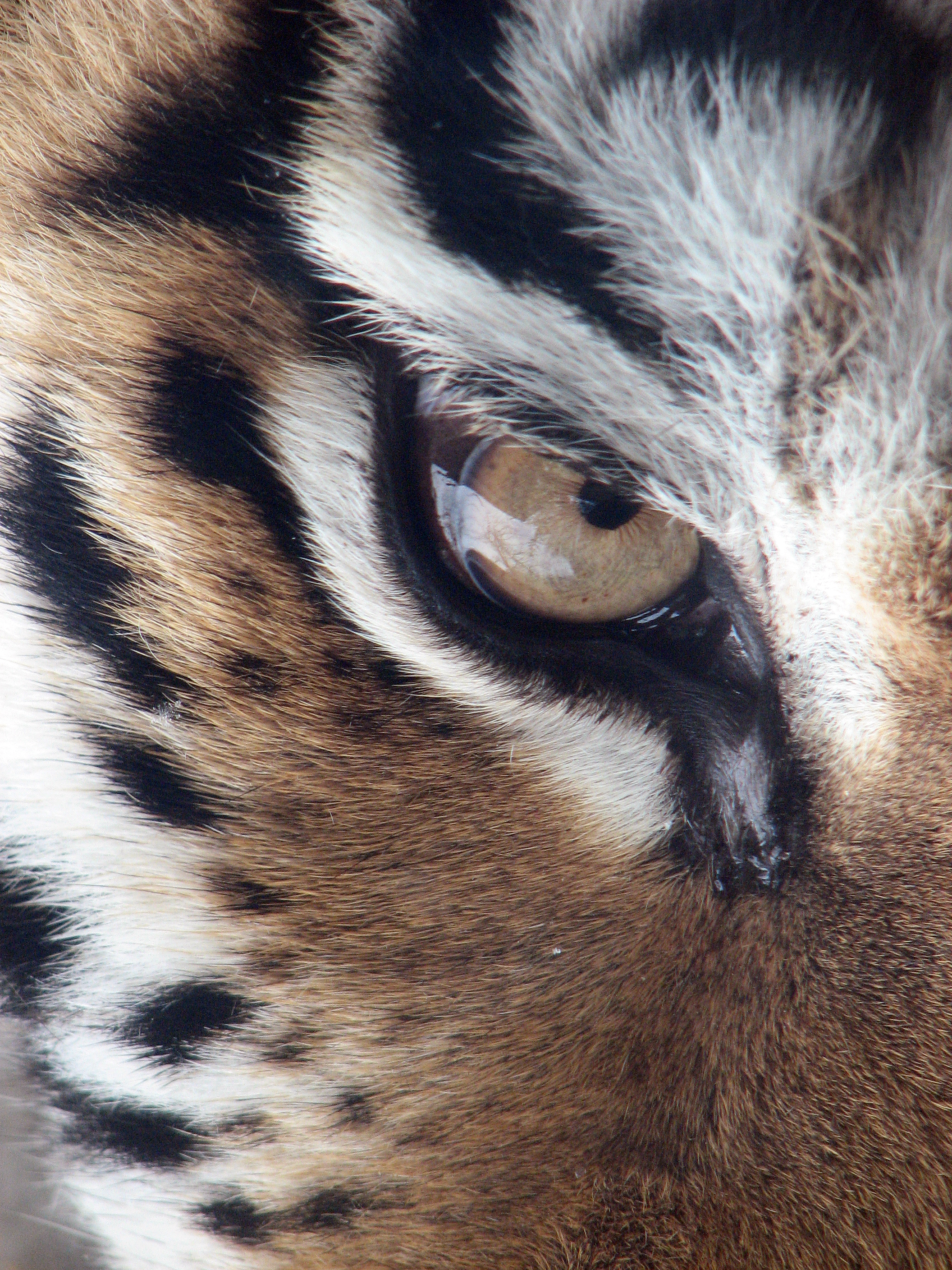
시베리아호랑이의 눈

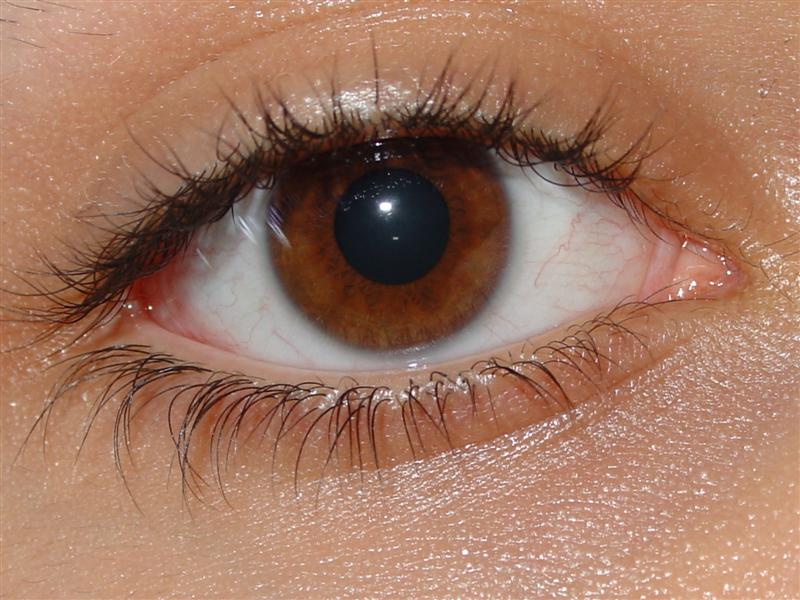
사람의 눈

눈(目, eye)은 빛을 감지하는 감각 기관이다. 다양한 종류의 동물들이 빛을 감지하는 기관을 지니고 있다. 가장 간단한 구조의 눈은 주변의 밝고 어두움의 정도, 즉 명도만을 구분한다. 좀 더 복잡한 형태의 눈은 색을 감지하며 인간과 같이 가장 복잡한 형태의 눈은 시야의 대부분이 겹치는 한 쌍의 눈으로 원근감을 감지한다. 토끼나 카멜레온과 같이 시야가 겹치는 범위가 극히 적은 동물들도 있다.
눈은 시각 시스템의 기관이다. 그들은 유기체 비전, 시각적 세부 사항을 처리하는 능력, 비전과 무관한 여러 개의 사진 반응 기능을 제공한다. 눈은 빛을 감지하여, 이를 뉴런의 전기 화학 자극으로 변환한다. 고등 생물에서, 눈은 주변 환경으로부터 빛을 모으고, 횡경막을 통해 강도를 조절하고, 조절 가능한 렌즈 어셈블리를 통해 이미지를 형성하고, 이 이미지를 전기 신호 세트로 변환하는 복잡한 광학 시스템이며, 시신경을 통해 시각 피질과 뇌의 다른 영역을 연결하는 복잡한 신경 경로를 통해 이 신호를 뇌로 전송한다.
물체를 식별해 내는 해결력을 가진 눈은 근본적으로 다른 10 가지 형태로 나왔으며 동물의 96%가 복잡한 광학 시스템을 가지고 있다. 이미지 해석 눈은 연체 동물, 크로데이트 (chordates) 및 아소포즈 (arthropods) 부분에 존재한다.
미생물에서와 같이 가장 단순한 "눈"은 주변 환경이 밝거나 어두움을 탐지하지만 일주 리듬의 동반에 충분하다. 보다 복잡한 눈의 기능을 보면, 망막 감광성 신경절 세포는 망막 시상 하부의 경로를 따라 신호를 슈퍼 아키메틱 뉴셀리 (suprachiasmatic nuclei)로 보내서 일주 항적을 조절하고 전엽 영역의 동공 반사 작용을 조절한다.

## 여러 종류의 눈
유글레나는 편모의 기부에 '안점'이라고 하는 세포 기관이 있는데, 이것으로 명암을 느껴서 빛의 방향으로 이동한다. 또한, 해파리는 우산 모양의 갓 가장자리에 감각 세포가 모여 있는데, 이것도 역시 안점이라고 한다. 한편, 지렁이는 피부에 빛을 감각하는 시세포가 있어서 명암을 느낀다. 이들 안점이나 시세포는 모두 빛의 강약만을 구별하는 것에 불과하다. 플라나리아는 머리에 2개의 눈이 있는데, 술잔 모양의 색소 세포층 중앙에 시세포가 모여 있어서, '배상안'이라고 한다. 이 시세포는 명암 외에 빛의 방향까지도 알 수 있으나, 물체의 형태나 색깔은 구별하지 못한다. 연체동물 중 달팽이·전복·앵무조개 등은 배상안이 분화된 '공안'을 가지고 있다. 공안은 수정체가 없고 조그만 구멍이 있는 카메라와 같은 구조이기 때문에 시세포층에 상이 거꾸로 맺히나, 들어오는 빛의 양이 적어서 상은 매우 어둡다.
단순한 형태의 눈인 홑눈은 명도만을 감지할 수 있다. 달팽이의 눈은 주변을 볼 수 있는 것이 아니라 밝고 어두운 정도만을 느낄 수 있다. 이것을 이용하여 달팽이는 직사광선이 내리쬐는 곳을 피할 수 있다. 몇몇 종류의 거미는 거대한 홑눈을 갖고 있으며 이것으로 사냥감을 확인한다. 어떤 곤충들은 애벌레일 때 홑눈만을 갖고 사물을 구별하는 종류도 있다.

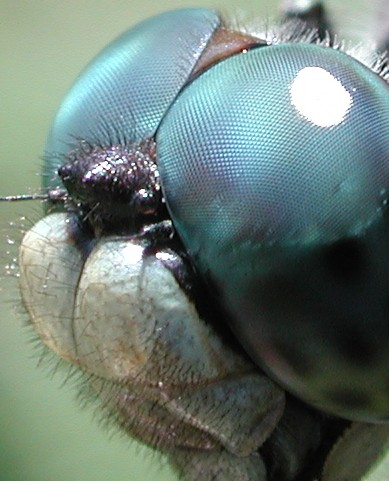
잠자리의 겹눈

거의 모든 절지동물은 겹눈을 갖고 있다. 겹눈은 수많은 시각 조직이 모여있는 모양으로 이를 이용하여 하나의 영상을 감지한다고 알려져 있다. 겹눈으로 감지된 영상은 다중 영상이 아닌 화소로 구분되는 단일 영상일 것이라 여겨진다. 각각의 시각 조직에는 각각의 수정체와 감광세포가 있다. 어떤 겹눈은 2만 8천여개의 시각 조직으로 구성되어 있으며 각각의 시각 조직은 육각형의 벌집 모양으로 짜여 있어 주변을 360도 모두 감지할 수 있다. 겹눈은 움직임의 포착에 매우 민감하다. 절지동물의 일종인 부채벌레목에 속하는 곤충들은 비교적 적은 수의 시각 기관으로 된 한 쌍의 겹눈을 지니고 있는데 각각 다른 방향을 볼 수 있어 주변을 다중 영상으로 감지한다고 알려져 있다. 갑각류 갯가재의 일종인 사마귀 새우는 모든 동물 중에서 가장 복잡한 색각을 지녀 극도로 미세한 빛의 차이도 감지한다고 알려져 있다. 현재는 화석으로만 남아있는 삼엽충의 눈은 매우 독특한 구조를 보인다. 이들의 수정체는 투명한 방해석 결정이었으며 현재 거의 모든 절지동물의 눈이 부드러운 조직으로 이루어져 있는 점과 비교할 때 매우 특이한 형태였다. 삼엽충은 천여 개의 시각 조직으로 이루어진 하나의 겹눈을 지니고 있었다.
한편 연체동물 중 두족류인 오징어·낙지·문어 등의 눈은 카메라눈으로서, 척추동물의 눈과 같이 사진기의 얼개로 되어 있다. 그리하여, 수정체로 빛을 굴절시켜 물체의 상을 맺으며, 물체의 모양·색깔·빛의 방향 등을 구별할 수 있다.  절지동물에서 볼 수 있는 홑눈은 간단한 구조이나, 수정체가 있는 눈으로 빛의 명암뿐만 아니라 방향도 구별할 수 있다. 거미·지네 등은 홑눈만 가지고 있고, 새우·게 등의 갑각류는 낱눈이 여러 개 모여서 된 겹눈을 한 쌍 가지고 있다. 특히, 곤충은 세 개의 홑눈과 한 개의 겹눈을 가지고 있는데, 겹눈은 물체의 형태를 구별하고 물체의 움직임을 민감하게 느낀다. 상은 정립상이다.
척추동물의 눈은 두족류의 눈과 같은 카메라눈으로 흔히 사진기의 구조와 비교된다. 빛의 양을 조절하는 홍채는 사진기의 조리개와 같은 구실을 하며, 빛의 굴절을 조절하는 수정체는 사진기의 렌즈, 상이 맺히는 망막은 사진기의 필름에 해당된다. 수정체를 통해 들어온 빛은 망막 위에 도립상을 맺는다. 망막은 크게 수용기층·쌍극 세포층·시신경절 세포층의 3층으로 분류할 수 있다. 수용기층에는 빛의 자극에 대해 반응하는 2가지 세포, 즉 막대 모양의 간상 세포와 원뿔 모양의 원추 세포가 있다.  간상 세포는 주로 어두운 곳에서 빛이 약할 때 작용하며, 원추 세포는 주로 밝은 곳에서 강한 빛을 받아들이고, 물체의 형태 외에 색깔을 구별한다. 간상 세포는 박쥐, 올빼미 등의 야행성 동물에서 발달되어 있으며, 원추 세포는 주행성 동물에서 발달되어 있다.  한편, 망막의 제2층인 쌍극 세포층의 작용은 분명하지 않아 연구가 진행되고 있다. 수용기를 통해 들어온 정보는 제3층인 시신경절 세포에서 전기적인 자극으로 바뀌면서 중추에 전해져 물체의 색깔, 형태 및 움직임 등을 구별할 수 있게 된다.
척추동물의 대부분 및 특정한 연체동물들은 눈 안쪽에 빛을 감지하고 이를 전기적 신호로 바꿔주는 세포들이 있다. 이 세포들을 망막이라고 한다. 망막에 의해 빛은 전기 신호로 전환되어 시신경을 통해 뇌로 전달된다. 대개의 경우 눈의 내부는 유리액이라 불리는 투명한 젤(gel)로 채워져 있고, 외부에 빛을 받아들이는 조직으로 초점을 조절하는 수정체와 빛의 양을 조절하는 홍채가 있다. 두족류, 어류, 양서류 및 뱀의 경우 수정체의 두깨가 고정되어 있어 카메라의 렌즈와 같이 수정체를 이동하여 초점을 맞춘다.

## 포유동물의 눈의 구조

### 세 개의 층
포유동물 눈의 구조는 역할에 따라 공막(흰자위막), 포도막(혈관막), 망막의 세 층으로 나눌 수 있다.
- 각막을 포함하는 공막은 안구의 가장 바깥 층이며 흰색을 띤다. 공막은 안쪽에 콜라겐성분의 물질을 담고 있어 눈의 모양을 유지시켜 준다.
- 포도막은 가운데 부분에 위치한 층으로 홍채, 섬모체, 맥락막 등의 조직이 있다. 맥락막의 많은 혈관을 통해 눈의 각 부분에 영양과 산소를 공급한다. 맥락막은 검은 색으로 눈동자 가운데 부분이 검게 보이는 것은 이 때문이다.
- 망막은 신경이 분포하여 있는 층으로 눈의 가장 안쪽 층이다. 망막에는 원추세포와 간상세포로 불리는 시세포가 있어 눈으로 받아들인 빛을 감지한다. 망막 중 빛이 직접 도달하는 부분을 황반이라 하며 가장 세밀하게 빛을 감지할 수 있다. 망막에 퍼져 있는 시신경은 시신경 원반을 통해 뇌와 연결되는데 이곳은 시세포가 없어 빛을 감지할 수 없다. 이를 맹점이라 한다.

### 앞 뒤의 구조
몸이 성장하면 안구(안측 길이)도 커져서 최종적으로 성인은 24mm 정도가 된다. 가벼운 근시인 사람은 안쪽 길이가 표준보다 1~2mm 정도 긴 경우가 많고, 심한 근시가 되면 10mm 이상 긴 경우가 있다. 포유 동물 눈의 구조는 앞부분과 뒷부분으로 구분할 수도 있다. 앞부분은 바깥에 드러나는 부분으로 각막, 홍채, 수정체, 동공과 같은 눈동자를 이루는 부분과 섬모체 및 공막의 일부분으로 이루어지며, 눈 전체의 3분의 1 정도이다. 뒷부분은 몸 안에 있어 밖으로 드러나지 않는 눈 전체의 3분의 2 부분이며 혈관, 신경 등이 몸과 연결된다. 뒷부분에는 망막, 공막, 시신경 등이 있다.

## 같이 보기
- 눈꺼풀
- 눈물
- 눈 색깔
- 눈 (인체)
- 각막
- 눈병
- 수정체
- 순막
- 안과
- 안와
- 휘판